# Estação Anhalter Bahnhof

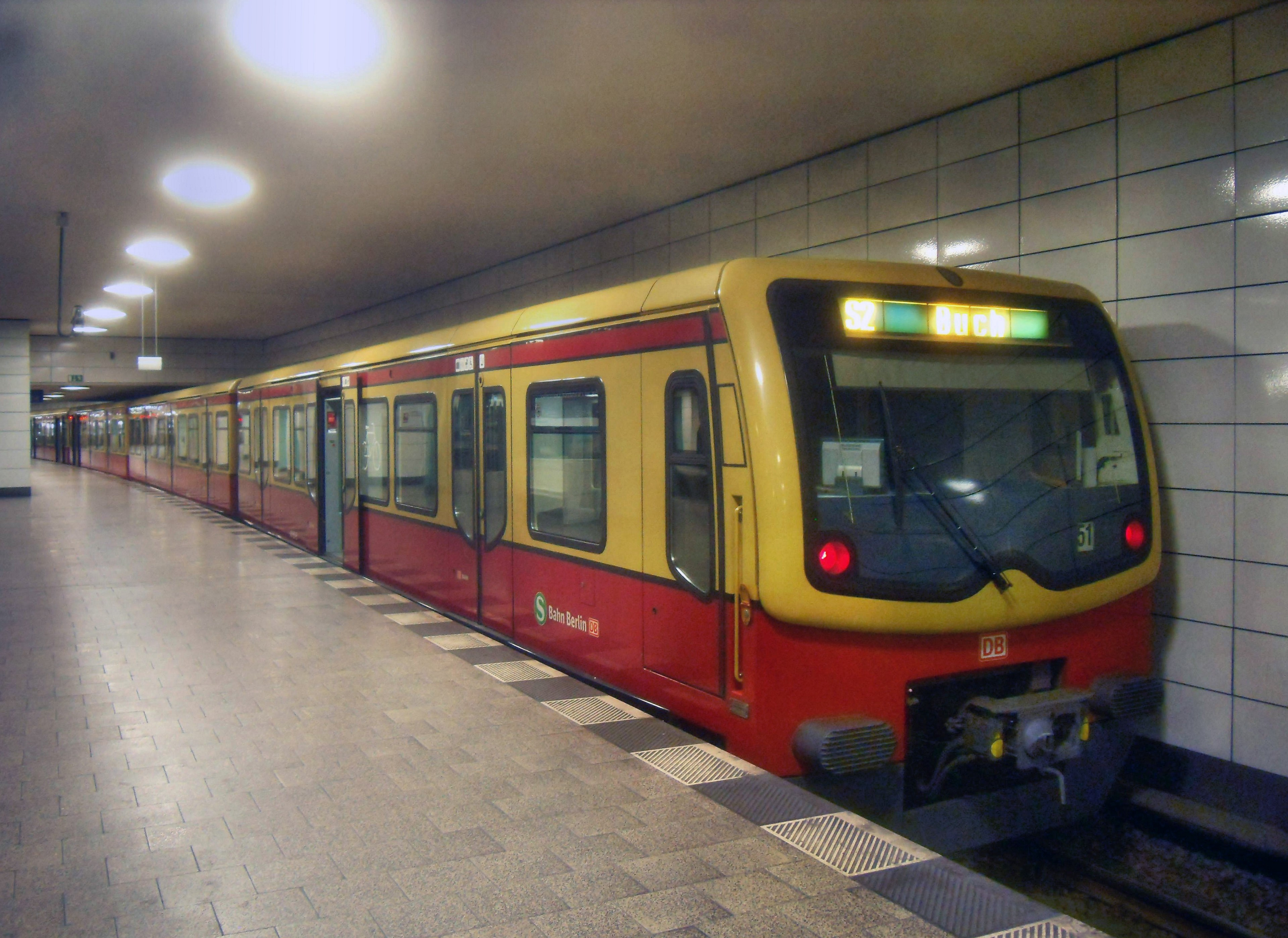
Plataforma da Estação Anhalter Bahnhof, linha S2

A Estação Anhalter Bahnhof (em alemão:Station S-Bahnhof Anhalter Bahnhof) é uma das estações das linhas S1, S2 e S25 do S-Bahn de Berlim. Esta localizada a 600 metros a sudeste da Estação Potsdamer Platz. O nome da estação refere-se à província de Anhalt, agora parte do estado federal da Saxônia-Anhalt. Antes da Segunda Guerra Mundial, foi a mais importante estação ferroviária de Berlim, interligando a capital alemã a cidades da Itália, Áustria, Hungria e França. Embora a estação antiga tenha sido desativada em 1952, o nome permaneceu para identificar a estação de metro.

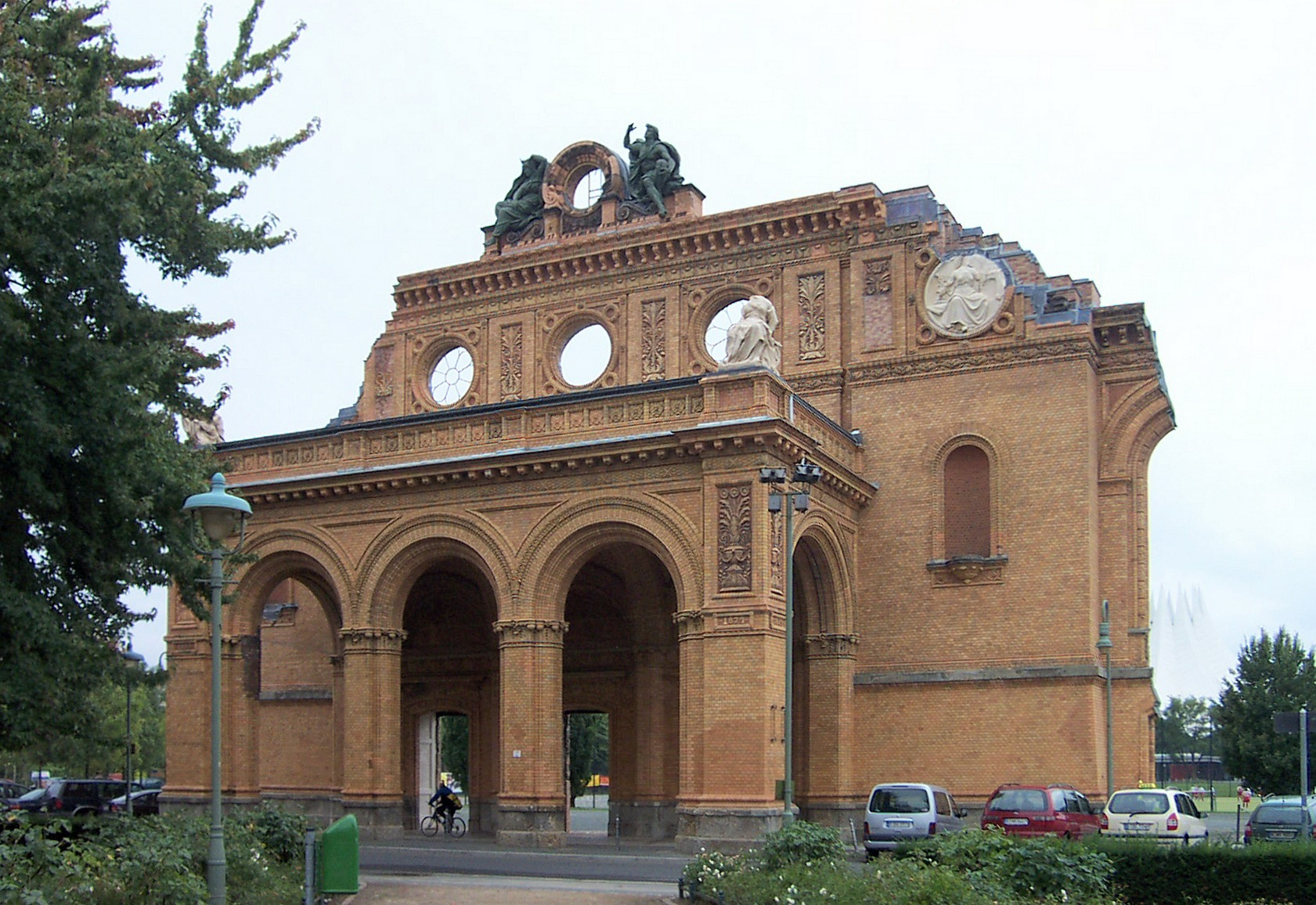
Portal do terminal da estação ferroviária, que foi a maior da Europa até ser destruída na Segunda Guerra Mundial

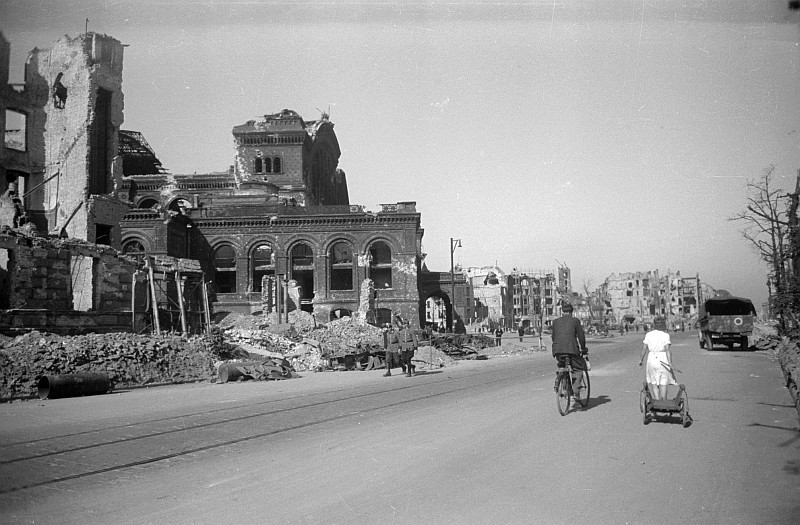
Ruínas da Estação Anhalter Bahnhof e destroços da Segunda Guerra Mundial

Hoje a antiga Estação Anhalter Bahnhof, bombardeada na Segunda Guerra Mundial, é o Parque Gleisdreieck, um cinturão verde, perto da Potsdamer Platz, em Berlim. O parque abriga o museu Deutsches Technikmuseum Berlin e o Tempodrom, usado em eventos.

## Fotos
| |  |  |
| Canal Landwehr, no cruzamento de duas linhas da Estação Anhalter Bahnhof, em 1900 (esquerda) e em 2005 (direita) |  |  |

|                                              |  |  |
| Entrada do metrô da Estação Anhalter Bahnhof |  |  |

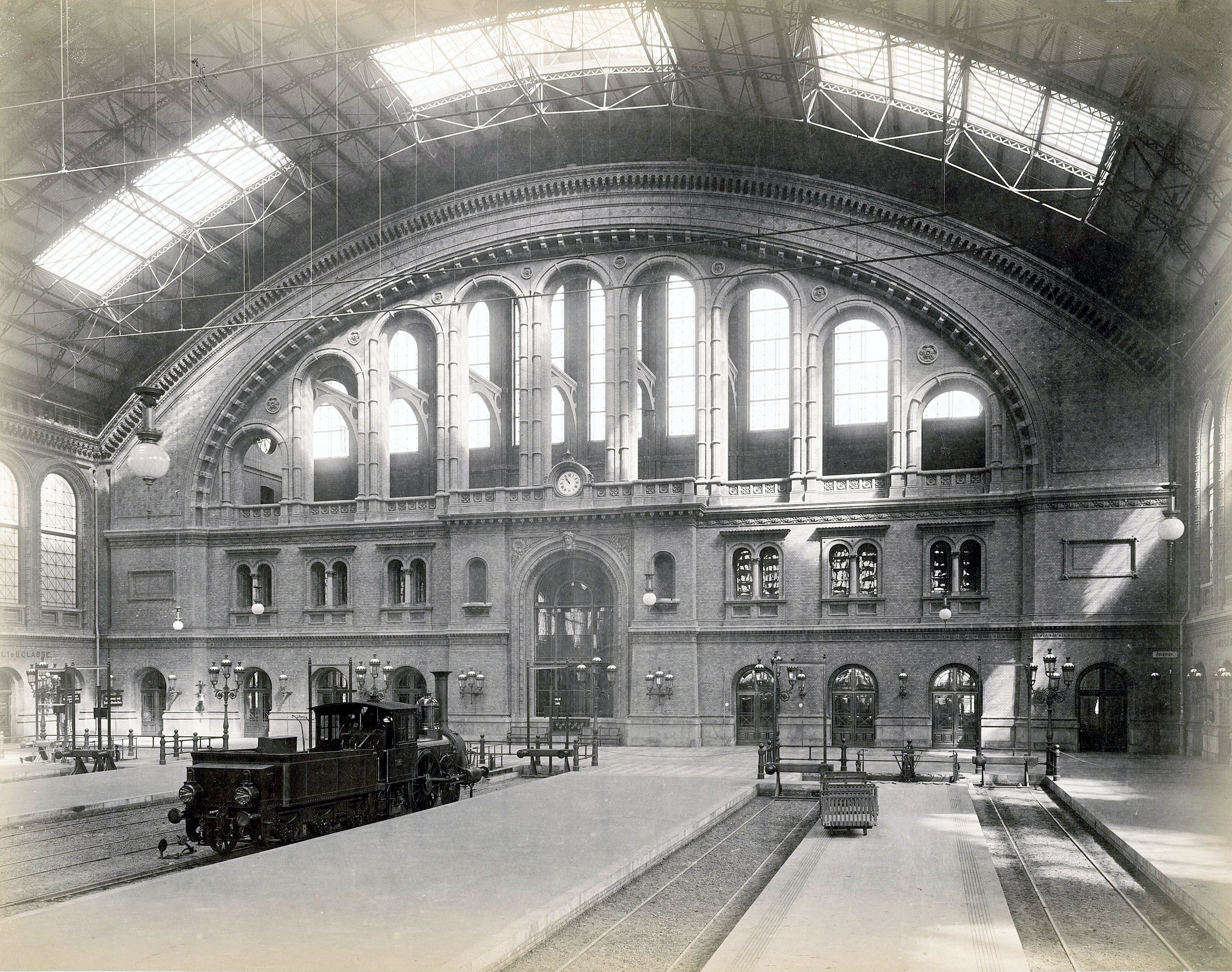
Terminação da estação ferroviára em 1881
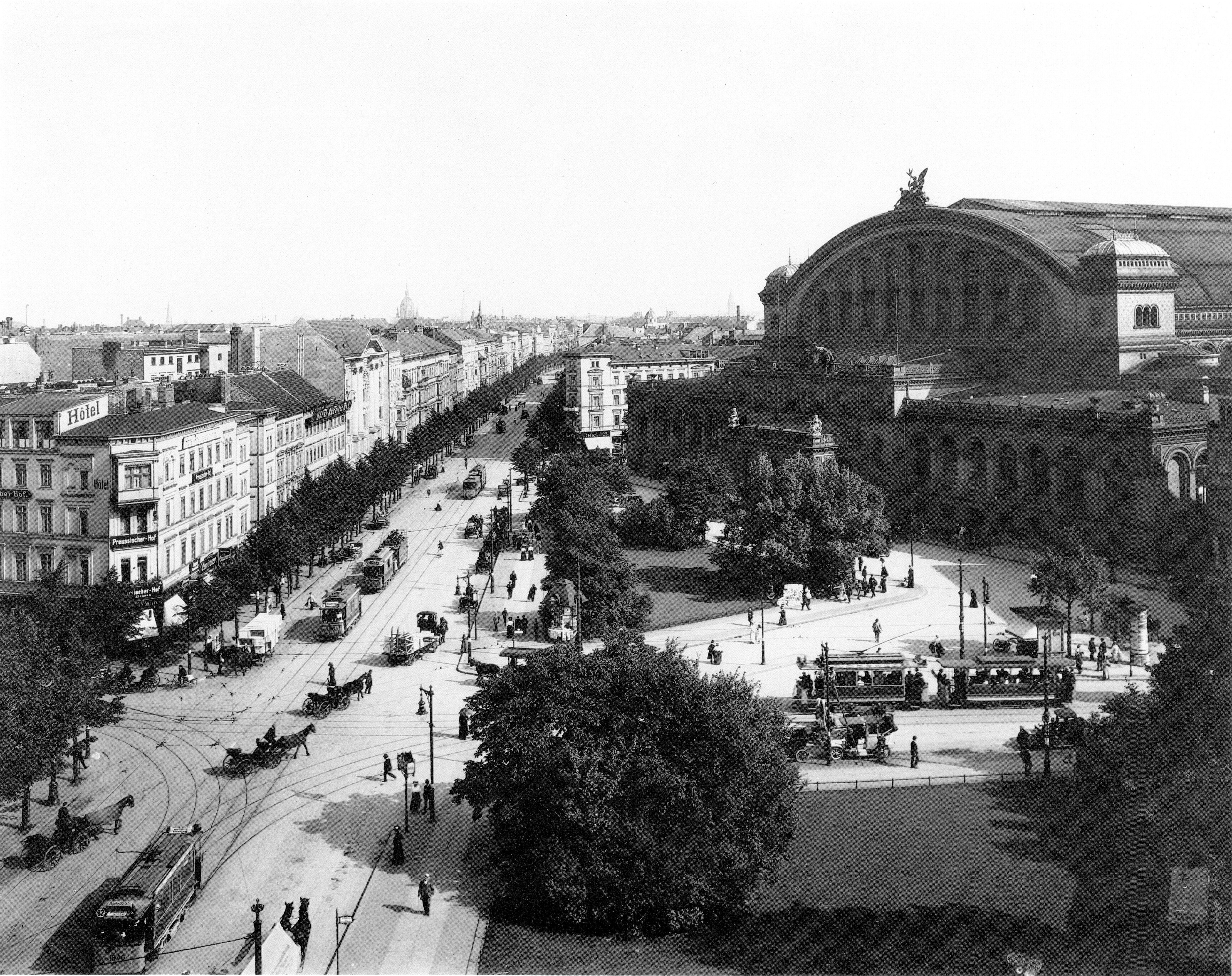
Fachada da Estação Anhalter Bahnhof em 1910
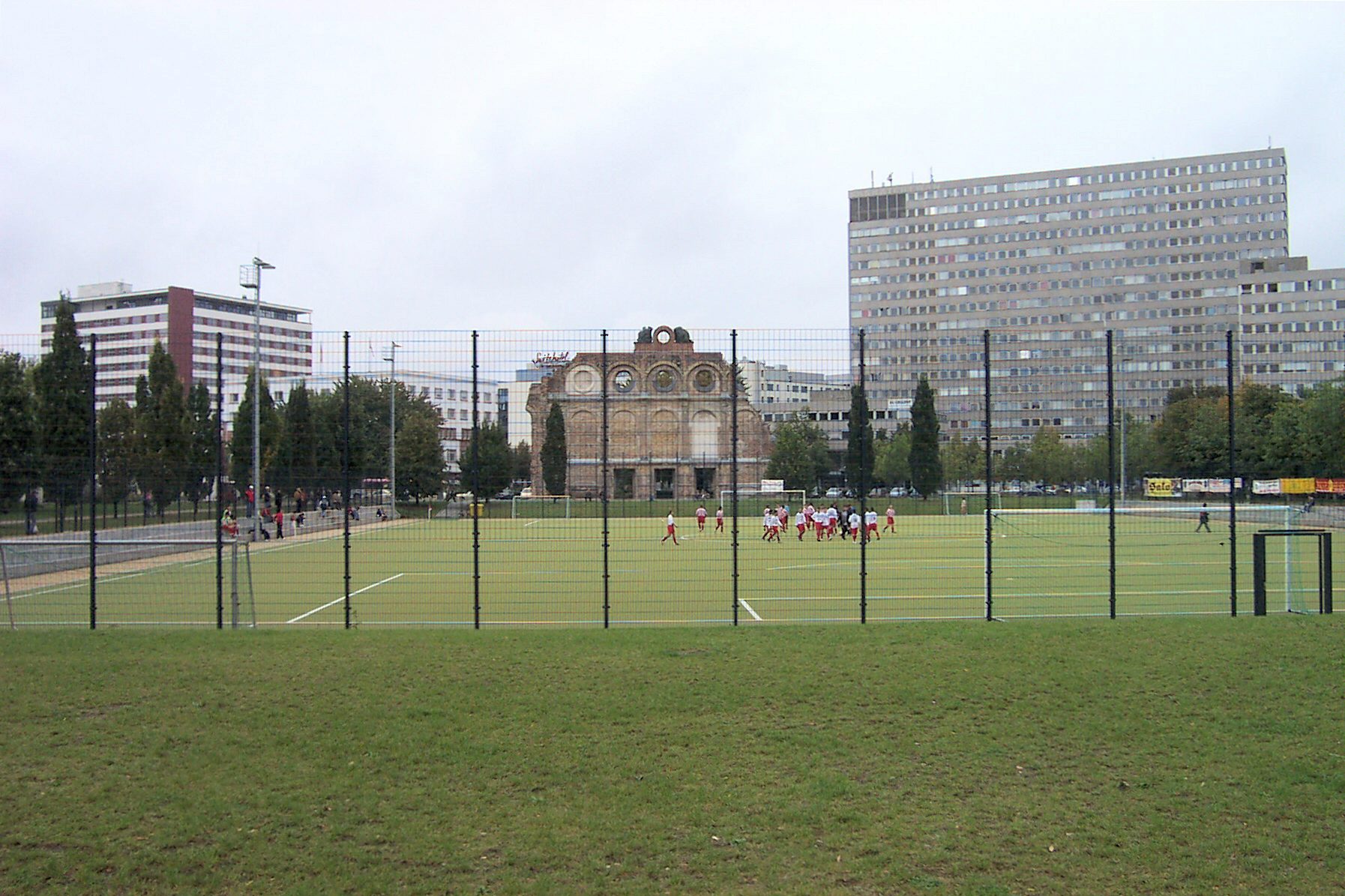
Quadra de futebol e ruína da fachada da antiga estação ferroviária, destruída na Segunda Guerra Mundial
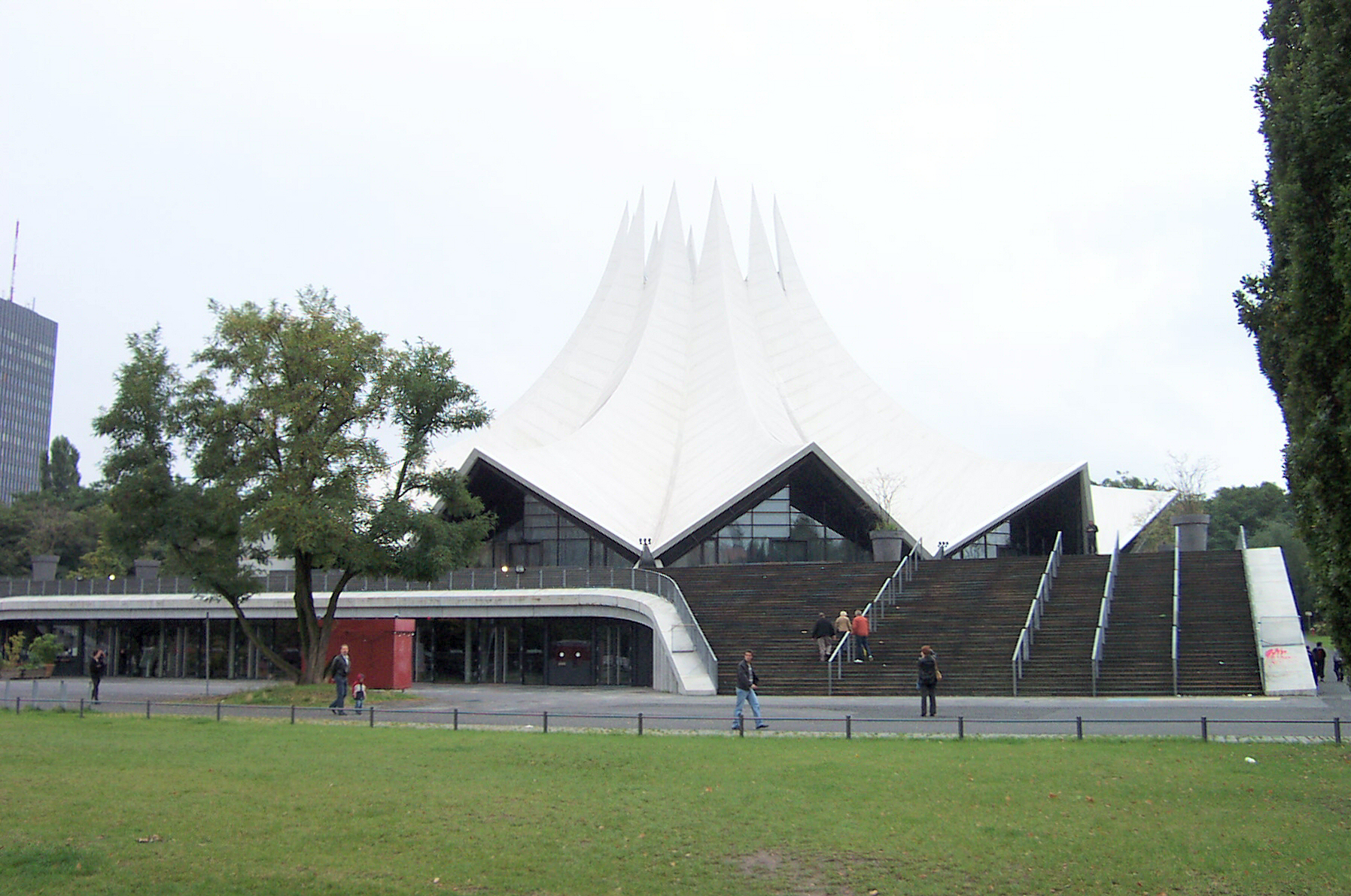
Tempodrom, que recebe eventos culturais, no formato de uma tenda de circo
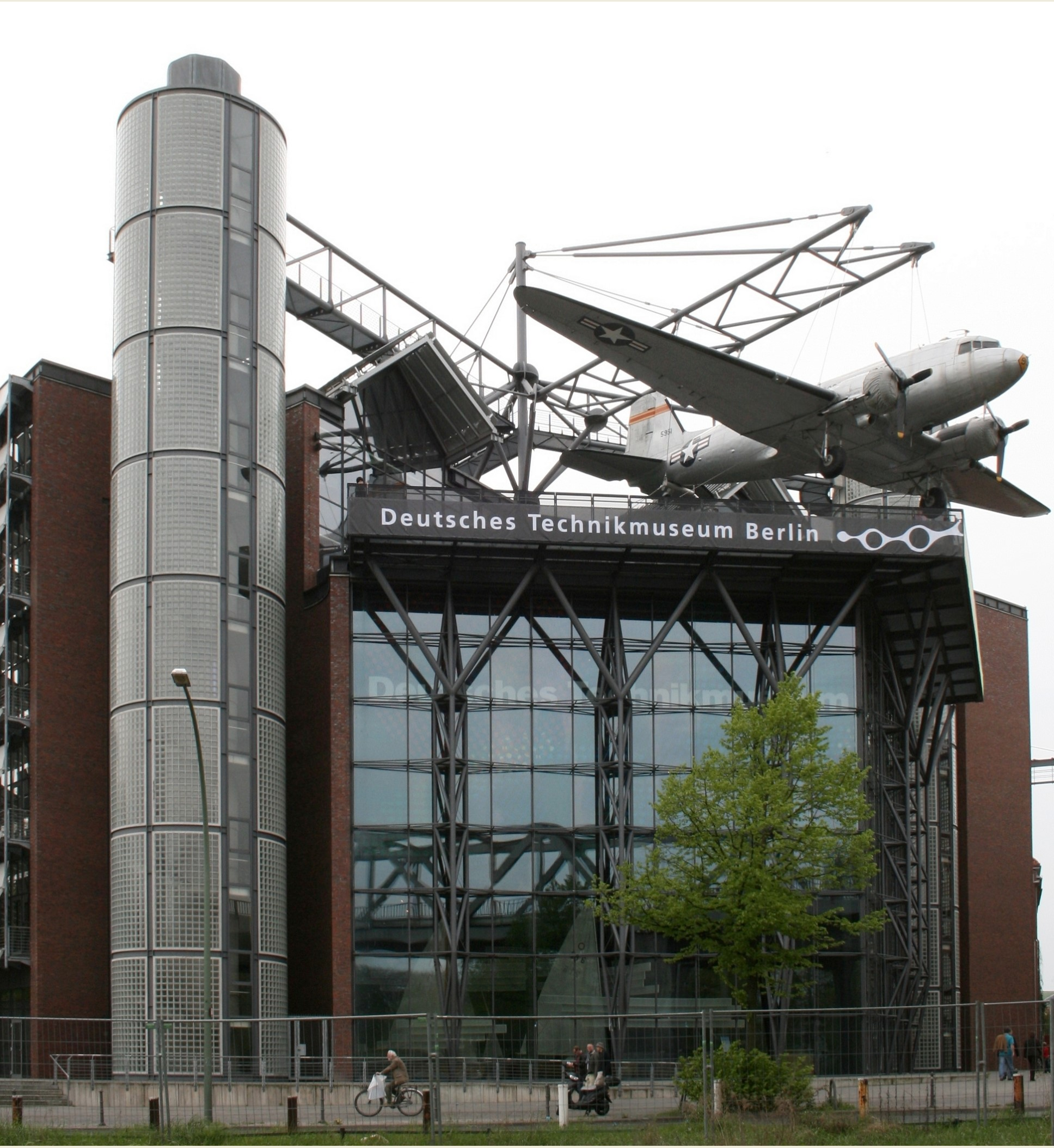
Museu Deutsches Technikmuseum Berlin, fundado em 1982 na Estação Anhalter Bahnhof

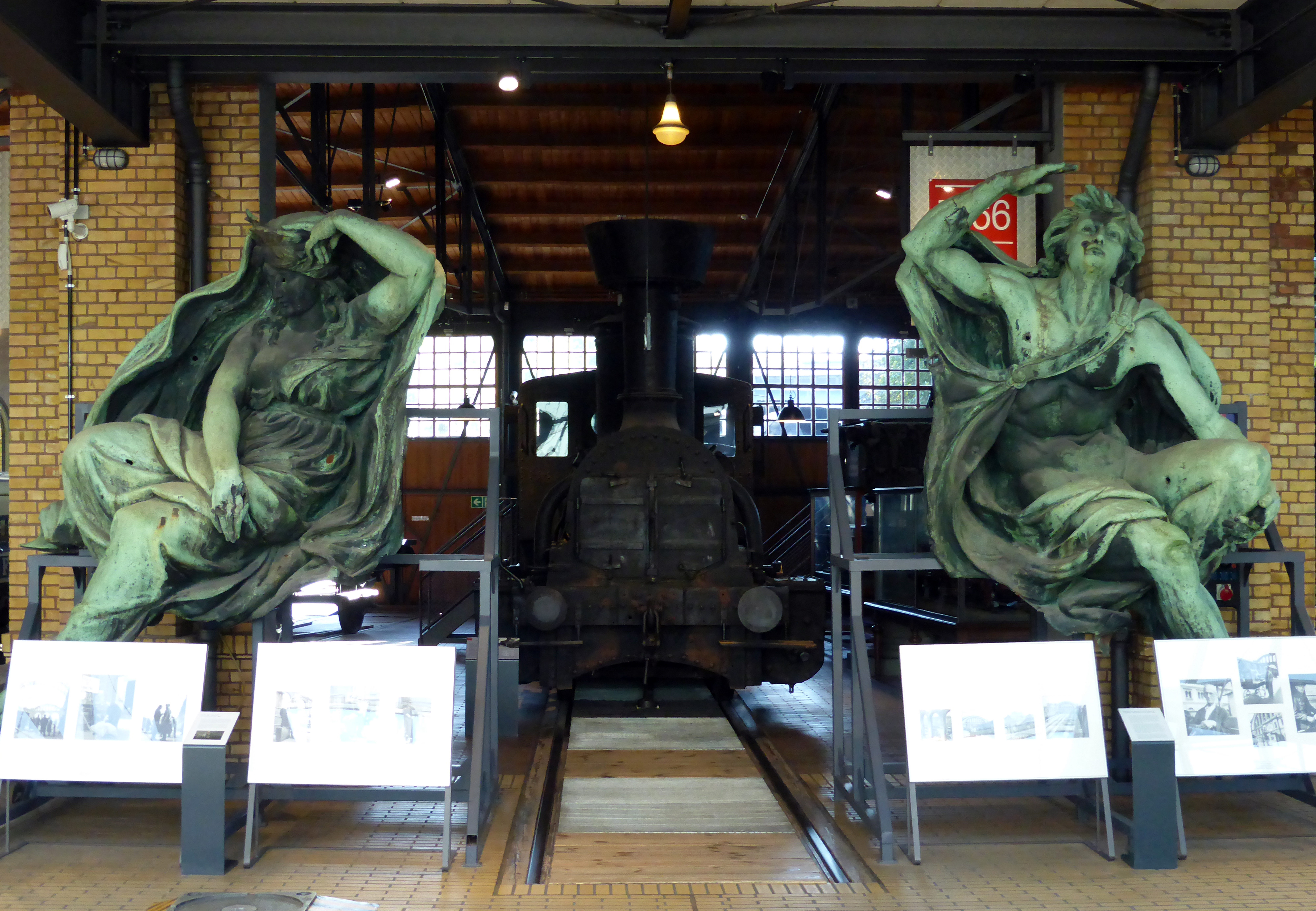
Esculturas originais da alegoria do "Dia" e da "Noite" no Deutschen Technikmuseum Berlin
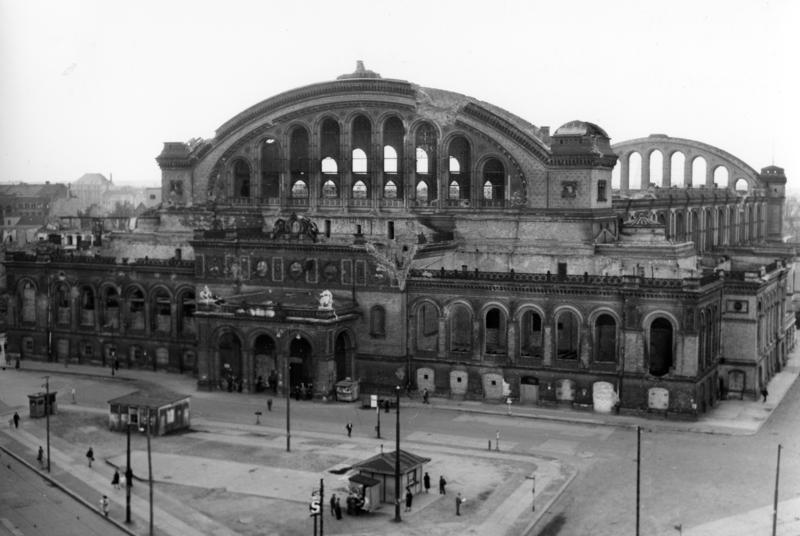
Ruínas da Estação Anhalter Bahnhof em 1951
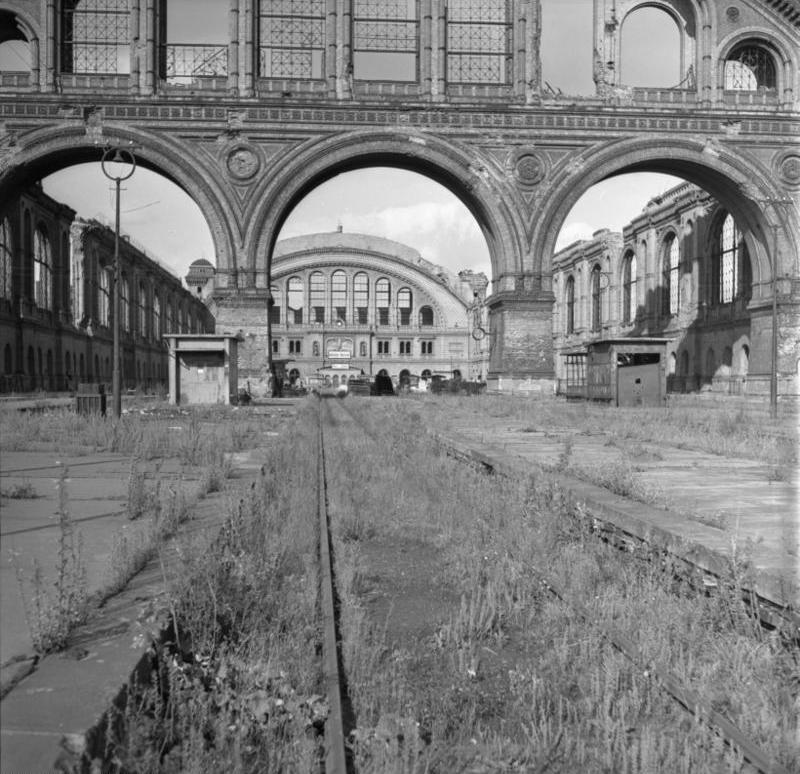
Ruínas em 1955
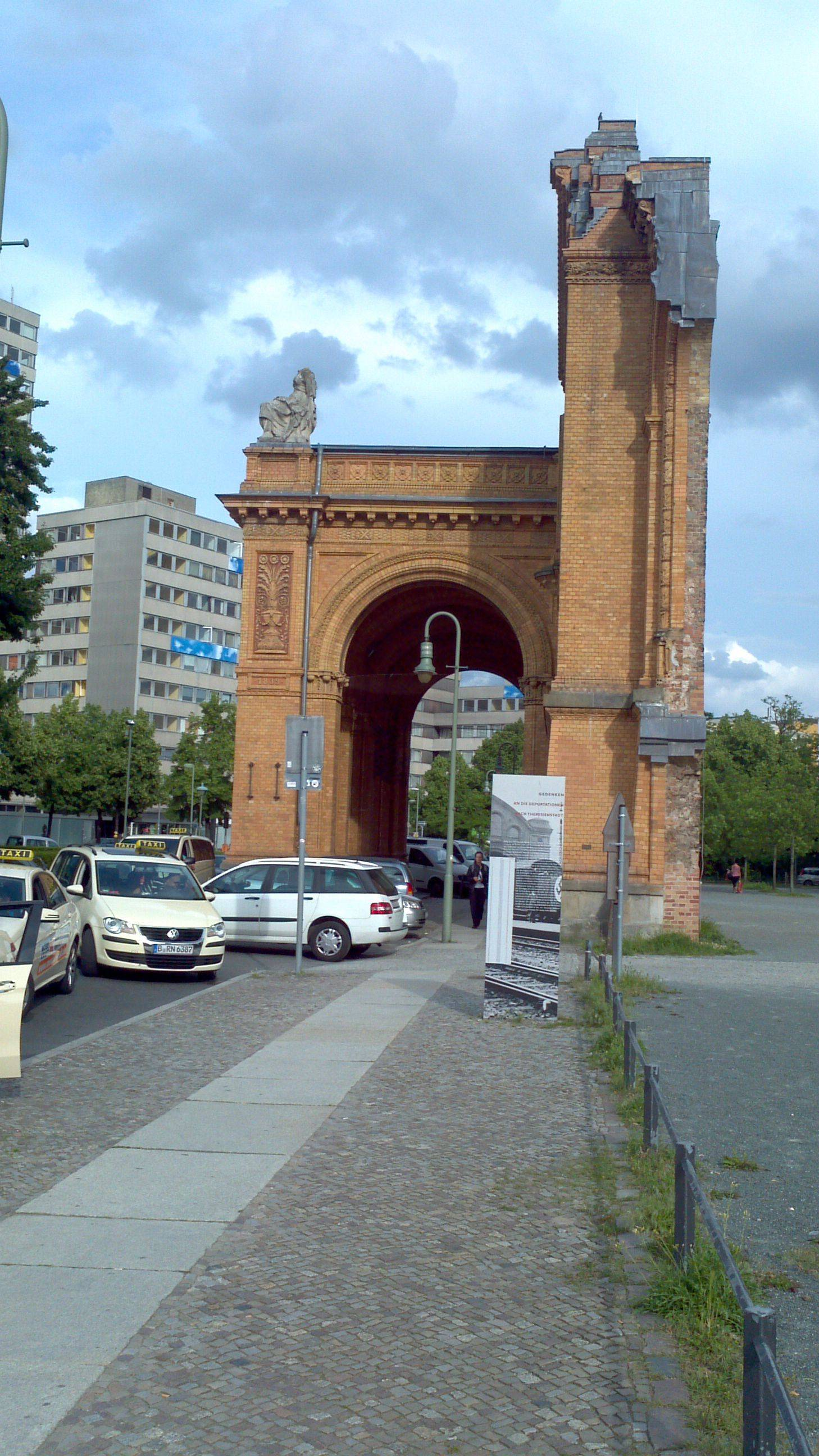
Monumento na entrada do Parque Gleisdreieck
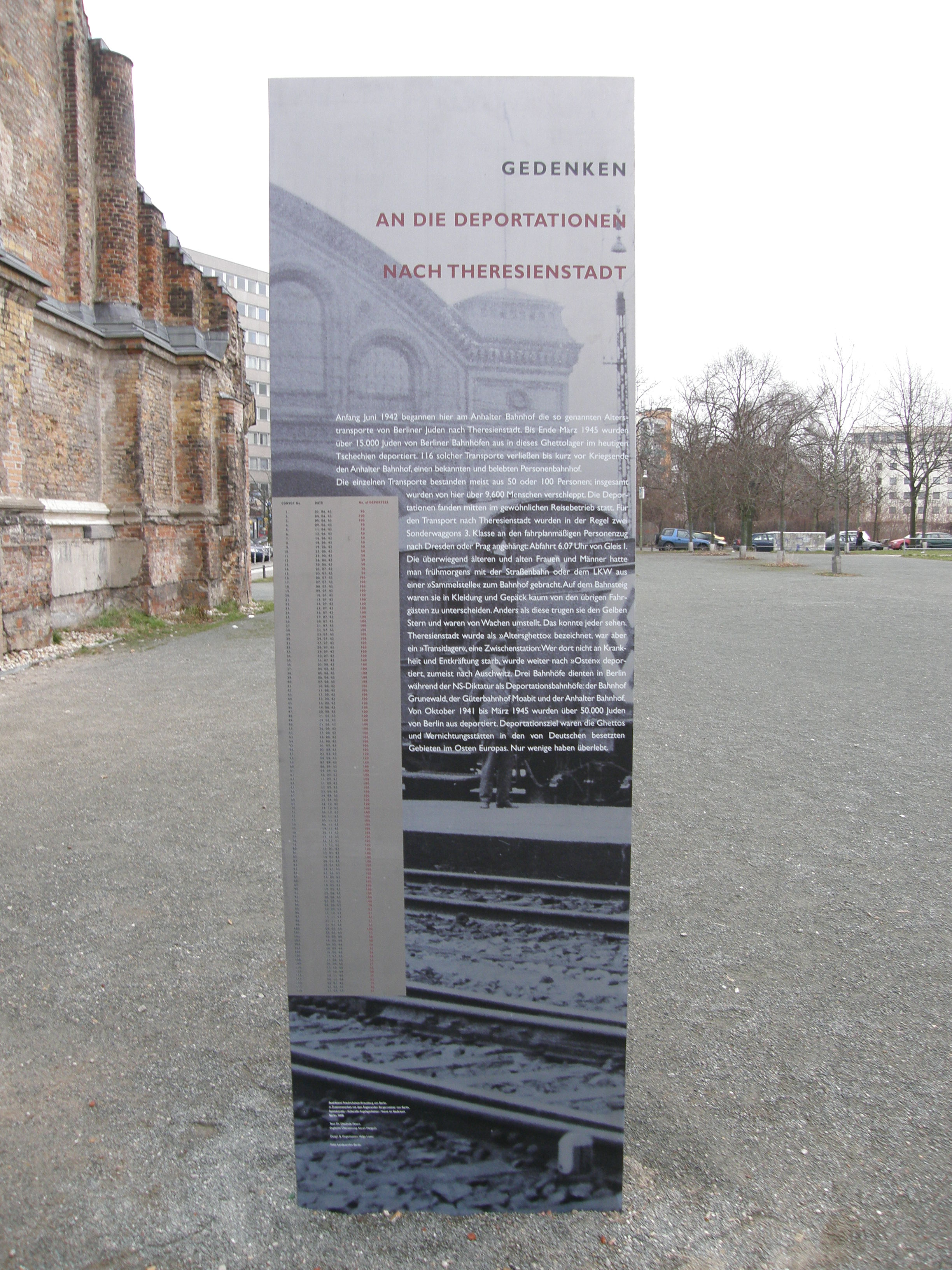
A Estação Anhalter Bahnhof foi usada pelo Nazismo para a deportação dos judeus da Alemanha